# Coupe d'Algérie de basket-ball 1996-1997
Navigation
Coupe d'Algérie 1995-1996 Coupe d'Algérie 1997-1998
La Coupe d'Algérie 1996-1997 est la 28e édition de la Coupe d'Algérie de basket-ball, compétition à élimination directe mettant aux prises des clubs de basket-ball amateurs et professionnels affiliés à la fédération algérienne de basket-ball.

## Résultats

### Seizièmes de finale
- WARouiba (division regional centre)/ CRM Birkhadem (92/80) à la salle Harcha Alger le jeudi 30 janvier 1997.
- NAHussein-Dey bat JSMTiaret par forfait .
- CRB Dar El Beida bat Hamra Annaba par forfait .
- IRM Tebbi / SC Miliana (58-70) joué lundi 17 février 1997 a 12h 30 (salle de staouéli) .
- a 14h 00;*salle de staouéli ;WRB Boufarik / AS Tizi Ouzou (62-53).
- USMBlida / AS Hamma El- Annasser (59-55) lundi 17 février 1997 a 15 h 30;(salle staouéli)
- Source :
- Le Matin N° 1521 du dimanche 2 février 1997 page 22 .
- Le programme des matches retard des seiziémes de finale de la coupe d'algerie de basket-ball séniors 1996-1997 parus sur Le Matin N° 1532 du lundi 17 février 1997 page 22 * Le Matin N° 1534 du mercredi 19 février 1997 page 22 .

### Huitièmes de finale
| # | Date                   | Club 1           | Résultat         | Club 2              | Lieu                                     | Source |
| - | ---------------------- | ---------------- | ---------------- | ------------------- | ---------------------------------------- | ------ |
| 1 | jeudi 24 avril 1997    | SR Annaba (D1)   | 101 – 62 (47–24) | SC Miliana (D3)     | Salle omnisports de Staouéli, (Staoueli) | [ 1 ]  |
| 2 | jeudi 24 avril 1997    | WA Boufarik (D1) | 78 – 70 (45–42)  | IRB/ECTA Alger (D1) | Salle omnisports de Staouéli, (Staoueli) | [ 1 ]  |
| 3 | vendredi 25 avril 1997 | USM Alger        | 70 – 59 (29–28)  | MC Alger            | Salle Harcha Hassan, (Alger)             | [ 1 ]  |
| 4 | vendredi 25 avril 1997 | NA Hussein Dey   | 57 – 44          | COBB Oran           | Salle Harcha Hassan, (Alger)             | [ 1 ]  |
| 5 | vendredi 25 avril 1997 | IRB Hadjout      | Forfait          | DRB Staoueli        | Salle Harcha Hassan, (Alger)             | [ 1 ]  |
| 6 | vendredi 25 avril 1997 | CRB Dar El Beïda | 100 – 50         | WA Rouiba           |                                          | [ 1 ]  |
| 7 | vendredi 25 avril 1997 | USM Blida        | –                | IRM Bel-Abbés       |                                          | [ 1 ]  |
| 8 | vendredi 25 avril 1997 | IRB El-Harrach   | –                | WRBB                |                                          | [ 1 ]  |

### Quarts de finale
| # | Date                       | Club 1         | Résultat | Club 2           | Lieu                                           | Source |
| - | -------------------------- | -------------- | -------- | ---------------- | ---------------------------------------------- | ------ |
| 1 | jeudi 8 mai 1997, 15h00    | WA Boufarik    | –        | IRB El Harrach   | Salle omnisports de Staouéli, (Staoueli)       | [ 2 ]  |
| 2 | jeudi 8 mai 1997, 16h30    | DRB Staoueli   | –        | USM Alger        | Salle omnisports de Staouéli, (Staoueli)       | [ 2 ]  |
| 3 | vendredi 9 mai 1997, 10h30 | NA Hussein Dey | –        | SR Annaba        | Salle Omnisports de Constantine, (Constantine) | [ 2 ]  |
| 4 | vendredi 9 mai 1997, 11h00 | USM Blida      | –        | CRB Dar El Beïda | Salle omnisports de Staouéli, (Staoueli)       | [ 2 ]  |

### Demi-finales
Le tirage au sort s'est déroulé le mardi 13 mai 1997 au siège de la FABB a Delly Brahim (Alger).
| # | Date                         | Club 1      | Résultat | Club 2        | Lieu                                     | Source |
| - | ---------------------------- | ----------- | -------- | ------------- | ---------------------------------------- | ------ |
| 1 | jeudi 19 juin 1997, 15h00    | WA Boufarik | 68–71    | CRB Dar Beida | Salle Harcha Hassan, (Alger)             | [ 3 ]  |
| 2 | vendredi 20 juin 1997, 15h00 | USM Alger   | 80–83    | SR Annaba     | Salle omnisports de Staouéli, (Staoueli) | [ 3 ]  |

### Finale
| # | Date                        | Vainqueur | Score         | Finaliste     | Salle                        | Source |
| - | --------------------------- | --------- | ------------- | ------------- | ---------------------------- | ------ |
| 1 | Jeudi 26 juin 1997, 15 h 00 | SR Annaba | 75 – 74 (a.p) | CRB Dar Beida | Salle Harcha Hassan, (Alger) | [ 4 ]  |